# Svenska inomhusmästerskapen i friidrott 2017
Svenska inomhusmästerskapen i friidrott 2017 var uppdelat i  
- Inne-SM Mångkamp  den 11 till 12 februari i Rimnershallen i Uddevalla, arrangörsklubb Bohuslän-Dals FIF
- Stora Inne-SM den 25 till 26 februari i Telekonsult Arena i Växjö, arrangörsklubb IFK Växjö

Tävlingen var det 52:a svenska inomhusmästerskapet.

## Medaljörer, resultat

### Herrar
| Gren          | Guld                     | Guld                                                                        | Guld    | Silver           | Silver                                                          | Silver  | Brons                    | Brons                                                                 | Brons   |
| 60 meter      | Tom Kling Baptiste       | Huddinge AIS                                                                | 6,67    | Austin Hamilton  | Malmö AI                                                        | 6,69    | Sulayman Bah             | Ullevi FK                                                             | 6,80    |
| 200 meter     | Johan Wissman            | Hässelby SK                                                                 | 21,11   | Nil de Oliveira  | Spårvägens FK                                                   | 21,14   | Tom Kling Baptiste       | Huddinge AIS                                                          | 21,43   |
| 400 meter     | Felix Francois           | Örgryte IS                                                                  | 47,72   | Dennis Forsman   | Ullevi FK                                                       | 48,19   | Trausti Stefansson       | Spårvägens FK                                                         | 48,44   |
| 800 meter     | Andreas Kramer           | Sävedalens AIK                                                              | 1:47,61 | Kalle Berglund   | Spårvägens FK                                                   | 1:47,62 | Johan Eriksson           | Turebergs FK                                                          | 1:50,76 |
| 1 500 meter   | Staffan Ek               | Huddinge AIS                                                                | 3:55,83 | Vidar Johansson  | Sävedalens AIK                                                  | 3:57,09 | Daniel Lundgren          | Turebergs FK                                                          | 3:57,84 |
| 3 000 meter   | Jonas Leanderson (Glans) | Malmö AI                                                                    | 8:15,68 | Robin Lindgren   | Örgryte IS                                                      | 8:19,40 | Andreas Åhwall           | Hässelby SK                                                           | 8:20,70 |
| 60 meter häck | Alexander Brorsson       | Athletics 24Seven SK                                                        | 7,77    | Fredrick Ekholm  | Huddinge AIS                                                    | 7,90    | Anton Levin              | Malmö AI                                                              | 7,96    |
| 4 x 200 meter | Spårvägens FK            | Hamza Volume Kamara, Mattias Sunneborn, Trausti Stefansson, Nil de Oliveira | 1:27,64 | Ullevi FK        | Alexander Lesser, Martin Selin, Anton Bengtsson, Erik Annerfalk | 1:27,72 | Malmö AI                 | Kasper Kadestål, Sebastian Kadestål, Anton Sigurdsson, Dennis Karanda | 1:28,09 |
| Höjdhopp      | Andreas Carlsson         | IK Ymer                                                                     | 2,15    | Fabian Delryd    | Täby IS                                                         | 2,15    | Philip Frifelt Lundqvist | Mölndals AIK                                                          | 2,11    |
| Stavhopp      | Oscar Janson             | Ullevi FK                                                                   | 5,23    | Filip Gyllensten | IF Kville                                                       | 5,13    | Simon Assarsson          | IFK Växjö                                                             | 5,01    |
| Längdhopp     | Michel Tornéus           | Hammarby IF                                                                 | 7,66    | Johan Taléus     | Eskilstuna FI                                                   | 7,29    | Andreas Carlsson         | IK Ymer                                                               | 7,27    |
| Tresteg       | Moteba Mohamed           | Hässelby SK                                                                 | 15,54   | Mathias Ström    | Örgryte IS                                                      | 15,52   | Jesper Hellström         | Hässelby SK                                                           | 15,32   |
| Kula          | Daniel Ståhl             | Spårvägens FK                                                               | 19,47   | Arwid Koskinen   | Huddinge AIS                                                    | 18,18   | Simon Pettersson         | Upsala IF                                                             | 17,61   |
| Viktkastning  | Oscar Vestlund           | IF Göta Karlstad                                                            | 20,00   | Ragnar Carlson   | Falu IK                                                         | 19,61   | Simon Pettersson         | Upsala IF                                                             | 19,31   |
| Sjukamp       | Fredrik Samuelsson       | Hässelby SK                                                                 | 5 875   | Petter Olson     | Hässelby SK                                                     | 5 693   | Kevin Fankl              | Ullevi FK                                                             | 5 402   |

### Damer
| Gren          | Guld                | Guld                                                                         | Guld    | Silver              | Silver                                                                | Silver  | Brons              | Brons                                                            | Brons   |
| 60 meter      | Elin Östlund        | KFUM Örebro                                                                  | 7,41    | Gladys Bamane       | Spårvägens FK                                                         | 7,42    | Jessica Östlund    | Hässelby SK                                                      | 7,50    |
| 200 meter     | Gladys Bamane       | Spårvägens FK                                                                | 23,52   | Denise Eriksson     | Ullevi FK                                                             | 24,10   | Malin Ström        | Bollnäs FIK                                                      | 24,54   |
| 400 meter     | Matilda Hellqvist   | Ullevi FK                                                                    | 55,22   | Ebba Svantesson     | Ullevi FK                                                             | 55,48   | Vendela Rydbäck    | Göteborgs KIK                                                    | 55,87   |
| 800 meter     | Lovisa Lindh        | Ullevi FK                                                                    | 2:04,35 | Anna Silvander      | IFK Lidingö                                                           | 2:04,62 | Gael De Coninck    | Sävedalens AIK                                                   | 2:09,15 |
| 1 500 meter   | Charlotta Fougberg  | Ullevi FK                                                                    | 4:14,19 | Sara Christiansson  | Sävedalens AIK                                                        | 4:28,43 | Lisa Öhberg        | Spårvägens FK                                                    | 4:31,58 |
| 3 000 meter   | Linn Nilsson        | Hälle IF                                                                     | 9:33,84 | Yolanda Ngarambe    | Turebergs FK                                                          | 9:41,14 | Sara Christiansson | Sävedalens AIK                                                   | 9:42,81 |
| 60 meter häck | Maja Rogemyr        | IF Göta Karlstad                                                             | 8,20    | Elin Westerlund     | Spårvägens FK                                                         | 8,26    | Amanda Hansson     | Hässelby SK                                                      | 8,34    |
| 4 x 200 meter | Ullevi FK           | Denise Eriksson, Matilda Hellqvist, Johanna Holmén Svensson, Ebba Svantesson | 1:38,27 | Göteborgs KIK       | Tess Hertz Saebbö, Emma Söderström, Caroline Nilsson, Vendela Rydbäck | 1:40,53 | Spårvägens FK      | Elin Westerlund, Aina Griksaite, Marie Sönnerfors, Saga Berneryd | 1:41,11 |
| Höjdhopp      | Emma Green          | Örgryte IS                                                                   | 1,87    | Sofie Skoog         | IF Göta Karlstad                                                      | 1,85    | Maja Nilsson       | Motala AIF                                                       | 1,85    |
| Stavhopp      | Angelica Bengtsson  | Hässelby SK                                                                  | 4,60    | Michaela Meijer     | Örgryte IS                                                            | 4,55    | Lisa Gunnarsson    | Hässelby SK                                                      | 4,40    |
| Längdhopp     | Emilia Kjellberg    | IFK Sunne                                                                    | 6,17    | Rebecka Abrahamsson | FIF Gnistan                                                           | 6,15    | Malin Marmbrandt   | Västerås FK                                                      | 6,14    |
| Tresteg       | Rebecka Abrahamsson | FIF Gnistan                                                                  | 13,15   | Aina Griksaite      | Spårvägens FK                                                         | 13,05   | Madeleine Nilsson  | Gefle IF                                                         | 12,83   |
| Kula          | Fanny Roos          | Athletics 24Seven SK                                                         | 17,88   | Frida Åkerström     | Huddinge AIS                                                          | 15,37   | Maria Nilsson      | IK Orient                                                        | 14,30   |
| Viktkastning  | Ida Storm           | Malmö AI                                                                     | 22,83   | Eleni Larsson       | Huddinge AIS                                                          | 20,36   | Marinda Petersson  | Malmö AI                                                         | 19,53   |
| Femkamp       | Bianca Salming      | Turebergs FK                                                                 | 4 310   | Lovisa Linde        | Täby IS                                                               | 3 877   | Malin Skogström    | Hässelby SK                                                      | 3 809   |

### Fotnoter
1. 1 2 3 4 5 6 7 8 9 10 11 12 13 14 15 16 17 18 19 20 21 22 23 24 25 26 27 28  ”ISM i friidrott - Växjö 25-26 februari 2017”. telekonsultarena.se. Arkiverad från originalet den 3 september 2017. https://web.archive.org/web/20170903123052/http://telekonsultarena.se/resultat/ISM17/Resultat.php. Läst 7 mars 2017.
2. 1 2  ”Resultat Mångkamps-ISM 11-12/2 2017”. windathletics.se. Arkiverad från originalet den 10 november 2017. https://web.archive.org/web/20171110004940/http://www.windathletics.se/mkampism2017_resultat.html. Läst 7 mars 2017.